# Paul Smith (klavírista)
Paul Smith (17. dubna 1922 – 29. června 2013) byl americký jazzový klavírista. Na klavír začal hrát v osmi letech a již na střední škole vedl jazzovou kapelu. Profesionální kariéru zahájil v roce 1941 jako člen doprovodné skupiny Johnnyho Richardse. V letech 1943 až 1945 sloužil v armádě a později hrál s kytaristou Les Paulem (1946–1947) a pozounistou Tommyem Dorseyem (1947–1949). Následně začal pracovat jako studiový hudebník. Od konce padesátých do počátku devadesátých let blízce spolupracoval se zpěvačkou Ella Fitzgeraldovou. Během své kariéry nahrál řadu alb jako leader a spolupracoval s dalšími hudebníky, mezi které patří Dizzy Gillespie, Anita O'Day, Buddy Rich nebo Bing Crosby. Zemřel na srdeční selhání ve svých jedenadevadesáti letech.